# 格罗帕雷洛
格罗帕雷洛（義大利語：Gropparello），是意大利皮亚琴察省的一个市镇。总面积56平方公里，人口2408人，人口密度43.0人/平方公里（2009年）。ISTAT代码为033025。